# Julien Simon-Chautemps
Julien Simon-Chautemps (14 de maio de 1978), é um engenheiro francês especializado em esportes motorizados. Ele atualmente é o diretor-executivo da JSC7 Engineering Ltd e apresentador de televisão da F1 TV.

## Carreira
Graduado do Institut polytechnique des sciences avancées (2002), Simon-Chautemps iniciou sua carreira na Fórmula 2 como Diretor Técnico da Prema Powerteam (2003-2007), em seguida, na GP2 Series na Trident Racing.
Ele começou a trabalhar na Fórmula 1 em 2007. De 2007 a 2010, foi engenheiro de corrida do piloto italiano Jarno Trulli na Toyota Racing (2007–2009) e Lotus Racing (2010). Ele se juntou a Lotus Renault GP em 2011, equipe esta que foi rebatizada para Lotus F1 Team em 2011, e transformada na Renault Sport F1 Team para a temporada de 2016. Ele trabalhou com os pilotos Vitaly Petrov, Kimi Raikkonen, Pastor Maldonado, Romain Grosjean e Jolyon Palmer. Em 21 de fevereiro de 2017, Simon-Chautemps anunciou que não iria mais trabalhar para a Renault naquele ano, encerrando uma carreira de seis anos na fábrica de Enstone.
Em seguida, ele se juntou à Sauber para a temporada de 2017, como seu engenheiro de corrida. Equipe esta que foi renomeada para Alfa Romeo no início de 2019. Porém, a propriedade e a administração da equipe permaneceram inalteradas e independentes. Simon-Chautemps deixou a equipe em março de 2022.
Em abril de 2022, utilizando de sua experiência e know-how em engenharia especializada, Julien criou um novo empreendimento, a JSC7 Engineering Ltd, para oferecer diversos serviços de consultoria para automobilismo e estruturas automotivas.
Em fevereiro de 2024, ele se tornou parte do painel de apresentadores de televisão da F1 TV em corridas de Fórmula 1 selecionadas. Esta função inclui uma série de deveres, incluindo comentários, relatórios de pit lane, relatórios de grid, recursos especiais e participação no painel de apresentação.